# اسکادران وی‌پی-۲۶
اسکادران VP-26 بخشی از نیروی دریایی ایالات متحده است. این اسکادران از هواپیماهای مستقر در پایگاه هوایی نیروی دریایی جکسنویل در فلوریدا می‌باشد. این اسکادران با هواپیماهای گشتی بوئینگ پی-۸ پوسایدون پرواز می‌کند. این اسکادران در ۲۶ اوت ۱۹۴۳ با عنوان اسکادران بمبی 114 (VB-114) تأسیس شد و در ۱ اکتبر ۱۹۴۴ به اسکادران گشتی بمب‌گذاری (VPB-114) تغییر نام داد. در ۱ سپتامبر ۱۹۴۸ اسکادران گشتی 26 (VP-26) ایجاد شد.

## مأموریت
این نیرو عضوی از شاخه گشت یازده، یک اسکادران گشت دریایی است که حوزه عملیاتی او در سراسر جهان است. مناطق مأموریت شامل جنگ ضد زیردریایی (ASW)، جنگ ضد سطحی (ASU)، جنگ و فرماندهی و کنترل (C2W)، فرماندهی ، کنترل و ارتباطات (CCC)، جاسوسی (INT) و جنگ مین (MIW) می‌باشد.

## هواپیماهای عملیاتی
این اسکادران هواپیماهای زیر را از تاریخ‌های ذیل در اختیار دارد:
- بی۱–۲۴ لیبراتور - اوت ۱۹۴۳
- بی۲–۲۴ لیبراتور - ۱۹۴۵
- P2V-4 - مارس ۱۹۵۱
- پی ۲ وی (MAD) - مه ۱۹۵۴
- پی 2V-5F - مارس ۱۹۵۵
- پی-۳ اوریون - ژانویه ۱۹۶۶
- پی-3C UII - ژوئیه ۱۹۷۹
- پی-3C UII.۵–۱۹۹۳
- پی-3C UIIIR - ۱۹۹۴
- پی-۸ پوسایدون - ۲۰۱۶

## پایگاه‌های استقرار
این اسکادران در این پایگاه‌ها استقرار داشته‌است:
- ناس نورفولک، ویرجینیا - ۲۶ اوت ۱۹۴۳
- پایگاه هوایی نیروی دریایی اوشینا، ویرجینیا - ۱۴ اکتبر ۱۹۴۳
- بندر NAS Lyautey، مراکش فرانسه - ۲۱ فوریه ۱۹۴۴
- فرودگاه لایس فیلد، آزورس - ۲۰ ژوئیه ۱۹۴۴
- فرودگاه منطقه‌ای نورث‌ایستن، کارولینای شمالی - ۲۹ نوامبر ۱۹۴۵
- شهر آتلانتیک ناس، نیوجرسی - مه ۱۹۴۶
- فرودگاه اتلنتیک سیتی، مریلند - ۱۶ آوریل ۱۹۴۸
- بندر NAS Lyautey - مارس ۱۹۴۹
- رودخانه ناتو Patuxent - 30 ژوئن ۱۹۵۰
- پایگاه هوایی برانزویک، ماین- ۱۱ ژانویه ۱۹۵۲
- پایگاه هوایی جکسونویل، فلوریدا - ژانویه ۲۰۱۰